# Lista de capítulos de Rosario + Vampire: II

Capa da edição brasileira do primeiro volume de Rosario + Vampire: Ano II, lançado pela JBC em Outubro de 2011.

Rosario + Vampire: Season II (ロザリオとバンパイア season II, Rozario to Banpaia Shīzun Tsū) (Brasil: Rosario + Vampire: Ano II ) é a sequência dos primeiros capítulos do mangá Rosario + Vampire, escrito e ilustrado por Akihisa Ikeda.
Rosario + Vampire: Season II, começou a ser publicado mensalmente na edição de novembro de 2007 da mangashis Jump Square, sucessora da extinta Monthly Shōnen Jump, onde a primeira temporada foi publicada. O capítulo final foi publicado na edição de março 2014 e um capítulo epílogo foi publicado em abril do mesmo ano. O primeiro volume independente foi publicado pela Shueisha em 4 de junho de 2008, com um total de treze tankōbons que ficaram disponíveis em 4 de setembro de 2013. A segunda temporada do anime Rosario + Vampire, intitulada Rosario + Vampire Capu2, foi produzida pelo estúdio Gonzo e estreou no Japão, no canal TV Osaka e outras emissoras entre 4 de outubro e 24 de dezembro de 2008 e seguiu um enredo diferente do mangá.
Assim como a primeira temporada, Rosario + Vampire: Season II foi licenciada na América do Norte e no Reino Unido pela Viz Media, com a impressão da Shonen Jump Advanced e na Austrália e Nova Zelândia pela Madman Entertainment. O primeiro volume anglófono foi publicado em 6 de abril de 2010, com um total de treze volumes que ficaram disponíveis em 5 de agosto de 2014. Como na primeira série, os capítulos individuais da Season II foram chamados de "testes" e  no volume lançado em inglês foram chamados de "lições". Cada romance gráfico apresentou uma de duas páginas com encarte colorido de alguns dos personagens, com quatro células e as notas do autor. A tradução inglesa do mangá foi feita por Kaori Inoue até o volume 10 e por  Tetsuichiro Miyaki até o volume 11. A adaptação inglesa foi feita por Gerard Jones até o volume 8, e por Annette Roman no volume 9 em diante.
No Brasil o mangá foi publicado pela Editora JBC sob o título de Rosario + Vampire: Ano II entre outubro de 2011 até agosto de 2014.

## Volumes
| - 1. あたらしい季節 ("Atarashii Kisetsu") - 2. はじめての特別実習 ("Hajimete no Tokubetsu Jisshū") - 3. 粘着質少女 ("Nenchaku-shitsu Shōjo") - 4. プライド ("Puraido") |

| - 5. ニセモノ ("Nisemono") - 6. ドッペルゲンガー ("Dopperugengā") - 7. すくすくドロップ ("Sukusuku Doroppu") - 8. 恐るべき子供たち ("Osorubeki Kodomo-tachi") |

| - 9. ダンスウィズウィアウルフ ("Dansu Wizu Wiaurufu") - 10. スノウホフイト ("Sunō Howaito") - 11. 雪の巫女 ("Yuki no Miko") - 12. 花納め ("Hana Osame") |

| - 13. フェアリーテイル ("Fearī Teiru") - 14. 大切なもの ("Taisetsu na Mono") - 15. 楽園 ("Rakuen") - 16. うらがわの素顔 ("Uragawa no Sugao") - 17. 胡蝶の夢 ("Kochō no Yume") |

| - 18. 年目の夏合宿 ("Nenme no Natsu Gasshuku") - 19. 希望 ("Kibō") - 20. 天使のうた ("Tenshi no Uta") - 21. 想いを貫け ("Omoi o Tsuranukeo") - 22. いつかきっと ("Itsuka Kitto") |

| - 23. マフィアの少年 ("Mafia no Shōnen") - 24. 平和な体育祭 ("Heiwa na Taīkusai") - 25. イシンデンシン ("Ishin-denshin") - 26. ウイークポイント ("Uīku Pointo") |

| - 27. リバース ("Ribāsu") - 28. スウィートホーム ("Suwīto Hōmu") - 29. 封印修復 ("Fūin Shūfuku") - 30. 朱染家の長女 ("Shuzen-ke no Chōjo") |

| - 31. 真祖 ("Shinso") - 32. 闇がおちて, 星うまれる ("Yami ga Ochite, Hoshi Umareru") - 33. たからもの ("Takaramono") - 34. 封印の秘密 ("Fūin no Himitsu") - 35. 告白 ("Kokuhaku") |

| - 36. 傷ついてゆく者たち ("Kizutsuite Yuku Mono-tachi") - 37. 邂逅 ("Kaikō") - 38. 同盟協定 ("Dōmei Kyōtei") - 39. それぞれの景色#1 ("Sorezore no Keichi #1") - 40. それぞれの景色#2 ("Sorezore no Keichi #2") - 41. 契り ("Chigiri") |

| - 42. 空中庭園 ("Kūchū Teien") - 43. 宣戦布告 ("Sensen Fukoku") - 44. "Executives" - 45. "M-agi" - 46. いつか伝わるといいな ("Itsuka Tsutawaru to Ii na") - 47. "Rear Guard" |

| - 48. "Talent" - 49. "Puppet Master" - 50. "Dark Reunion" - 51. "Curse" - 52. "Transformation" - 53. "Replica" |

| - 54. "His Goal" - 55. "Battling the Dimension Sword" - 56. "Lost" - 57. "Rock n' Roll #1" - 58. "Rock n' Roll #2" - 59. "The Black Parade" |

| - 60. "Dark Side of the Moon" - 61. "Countdown" - 62. "We're Not Alone" - 63. "Last Waltz" - 64. "If Only We Could Start Over Again" - 65. "The End of the World" - 66. "Behind-the-Scenes Story" |

| - 67. "Dawn of the Dark" - 70. "Dawn of the Dark #2" - 71. "Dawn of the Dark #3" - 72. "Dawn of the Dark #4" - 73. "Dawn of the Dark #5" - 74. "Dawn of the Dark #6" - 75. "After Story" |